# Heerlen
Heerlen es una ciudad y municipio de los Países Bajos. Está situada en el sureste del país y es la segunda ciudad por habitantes de la provincia de Limburgo. Forma parte también de la conurbación Parkstad Limburg (antiguamente conocida como "Oostelijke Mijnstreek"), de unos 220.000 habitantes.

## Lugares
- Castillo de Ter Worm

- Datos: Q9799
- Multimedia: Heerlen / Q9799